# Wilhelm von Hake
Wilhelm Joachim Friedrich von Hake (* 10. Dezember 1785 auf Genshagen; † 7. Januar 1866 in Frankfurt (Oder)) war ein preußischer Generalmajor und durch Abstammung auch Erbschenk der Kurmark Brandenburg.

## Leben

### Herkunft
Er war Angehöriger des märkischen Adelsgeschlechts von Hake. Seine Eltern waren Wilhelm Joachim Friedrich von Hake (* 10. Dezember 1746; † 2. Juli 1819) und dessen Ehefrau Wilhelmine Friedrike, geborene von der Groeben (* 15. Oktober 1760; † 18. November 1801). Sein Vater war Hauptmann a. D. im Infanterieregiment „von Kunheim“ sowie Erbherr auf Genshagen, Dahmsdorf und Glasow.

### Militärlaufbahn
Hake kam zunächst als Leibpage zum Prinzen Heinrich von Preußen und wurde am 3. Juni 1799 Gefreitenkorporal im Infanterieregiment „von Winning“ der Preußischen Armee. Dort avancierte er bis Juli 1804 zum Sekondeleutnant, nahm während des Vierten Koalitionskrieges an der Schlacht bei Auerstedt teil und geriet auf dem Rückzug bei Prenzlau in Gefangenschaft. Nach seiner Freilassung stellte man Hake inaktiv.
Am 1. November 1811 kam er dann als Krümperoffzier in das Leib-Infanterie-Regiment (Nr. 8) und wurde am 1. Oktober 1812 als Kreisoffizier zur Gendarmerie versetzt. Im Vorfeld der Befreiungskriege wurde er am 4. Juni 1813 als Hauptmann und Kompaniechef in das 1. Westpreußische Landwehr-Infanterie-Regiment versetzt. Während des Krieges erhielt Hake für das Gefecht bei Dahme das Eiserne Kreuz II. Klasse. Er kämpfte bei der Belagerung von Torgau, der Blockade von Magdeburg und dem Gefecht bei Luckau. 1815 machte er den Marsch nach Frankreich mit.
Am 30. April 1816 wurde Hake zum Königsberger Garde-Landwehr-Bataillon versetzt. Am 5. August 1818 wurde er Major und Kommandeur der I. Bataillons im 2. Frankfurter Landwehr-Regiment. Am 11. März 1820 wurde er Kommandeur des III. Bataillons im 19. Landwehr-Regiment. Im Jahr 1825 erhielt er das Dienstkreuz zu seinem 25-jährigen Dienstjubiläum. Am 4. Juli 1832 wurde Hake Kommandeur des III. Bataillons im 8. Landwehr-Regiment in Wriezen. Am 30. März wurde er Bataillonskommandeur im 12. Infanterie-Regiment. Am 30. März 1837 wurde er zum Oberstleutnant mit Patent vom 1. April 1837 und am 30. August 1841 zum Oberst mit Patent vom 22. August 1841 befördert. Am 29. März 1842 wurde er mit Pension zur Disposition gestellt. Hake erhielt am 21. Januar 1844 den Roten Adlerorden IV. Klasse. Am 17. Februar 1852 wurde er in den Ruhestand versetzt, mit der Genehmigung, seine Auszeichnungen weiter tragen zu dürfen, dazu wurde er am 20. Februar 1852 noch zum Generalmajor ernannt. Am 18. Oktober 1861 erhielt er zudem den Roten Adlerorden III. Klasse mit Schleife und starb am 7. Januar 1866 in Frankfurt an der Oder.

### Familie
Hake heiratete am 24. Januar 1813 in Berlin Dorothea Julia Friederike Ruhler (* 10. Januar 1782; † 25. Dezember 1862). Das Paar hatte folgende Kinder:
- Emilie Henriette Friederike (* 25. März 1815; † 29. März 1815)
- Wilhelm Joachim Friedrich (* 25. Juni 1817; † 24. Oktober 1876), Major a. D. ⚭ 1856 Maria Emilie Benedikta Aloisia Schneider (* 2. Dezember 1831; † 31. Januar 1931)[1]
- Albert Julius Friedrich (* 4. Februar 1819; † 13. Juni 1838)
- Beate Henriette Friederike (* 4. Dezember 1820; † 24. März 1885), Stiftsdame im Kloster Stift zum Heiligengrabe
- Wilhelmine Friedrike (* 23. Mai 1823; † 29. Mai 1823)
- Antonie Friederike (* 9. September 1826; † 9. November 1826)